# Festival international du film de Moscou 2024
Le Festival international du film de Moscou 2024 (russe : Московский международный кинофестиваль 2024), 46e édition du festival, se déroule du 19 au 26 avril 2024.
Les cérémonies d'ouverture et de clôture se sont déroulées au cinéma Rossia. Selon le président du festival, Nikita Mikhalkov, plus de 240 films de 56 pays ont été projetés dans neuf cinémas de Moscou pendant le festival, qui a été suivi par 39 000 spectateurs

## Jury

### Compétition principale
- Friðrik Þór Friðriksson (président du jury), réalisateur, scénariste, acteur et producteur islandais
- Radoš Bajić (sh) : acteur et scénariste serbe
- Igor Valachine (ru), réalisateur et scénariste russe
- Hüseyin Karabey (tr), réalisateur turc
- Ielena Liadova, actrice russe
- Goulnara Sarsenova (ru), productrice kazakhe

## Sélection

### Compétition principale
- 21 de rubini de Ciprian Mega (ro)  Roumanie
- Am Ende wird alles sichtbar (de) de Peter Keglevic  Autriche
- Vyjit v Mo.. (Выжить в Мо..) de Grigore Bechet  Moldavie  Russie
- Ahe sard (آه سرد) de Nahid Sedigh  Iran
- Bauk de Goran Radovanović  Serbie  Bulgarie
- Martin liest den Koran de Jurijs Saule  Allemagne
- Köpekle Kurt Arasında de Murat Düzgünoğlu (tr)  Turquie
- Nirvana (bn) d'Asif Islam  Bangladesh
- L'Extraterrestre (Пришелец) d'Ivan Sosnine  Russie
- Vergüenza de Miguel Salgado  Mexique
- Schlamassel de Sylke Enders  Allemagne

### Film d'ouverture
- A cielo abierto (ca) de Mariana Arriaga et Santiago Arriaga  Mexique

### Film de clôture
- Major Grom : Le Jeu d'Oleg Trofime  Russie

## Palmarès

### Compétition principale
- Grand Prix : Vergüenza de Miguel Salgado
- Prix spécial du jury : Nirvana (bn) d'Asif Islam
- Prix du meilleur réalisateur : Nahid Sedigh pour Ahe sard (آه سرد)
- Prix de la meilleure actrice : Mareike Beykirch (de) pour son rôle dans Schlamassel de Sylke Enders
- Prix du meilleur acteur : Juan Ramón López pour son rôle dans Vergüenza de Miguel Salgado
- Compétition des 'Premières russes' : La Menteuse (Лгунья), de Ioulia Trofimova (ru)
- Prix du public : Ahe sard (آه سرد) de Nahid Sedigh

### Prix spécial
- Prix Stanislavski : Ievgueni Mironov